# Святе Передання

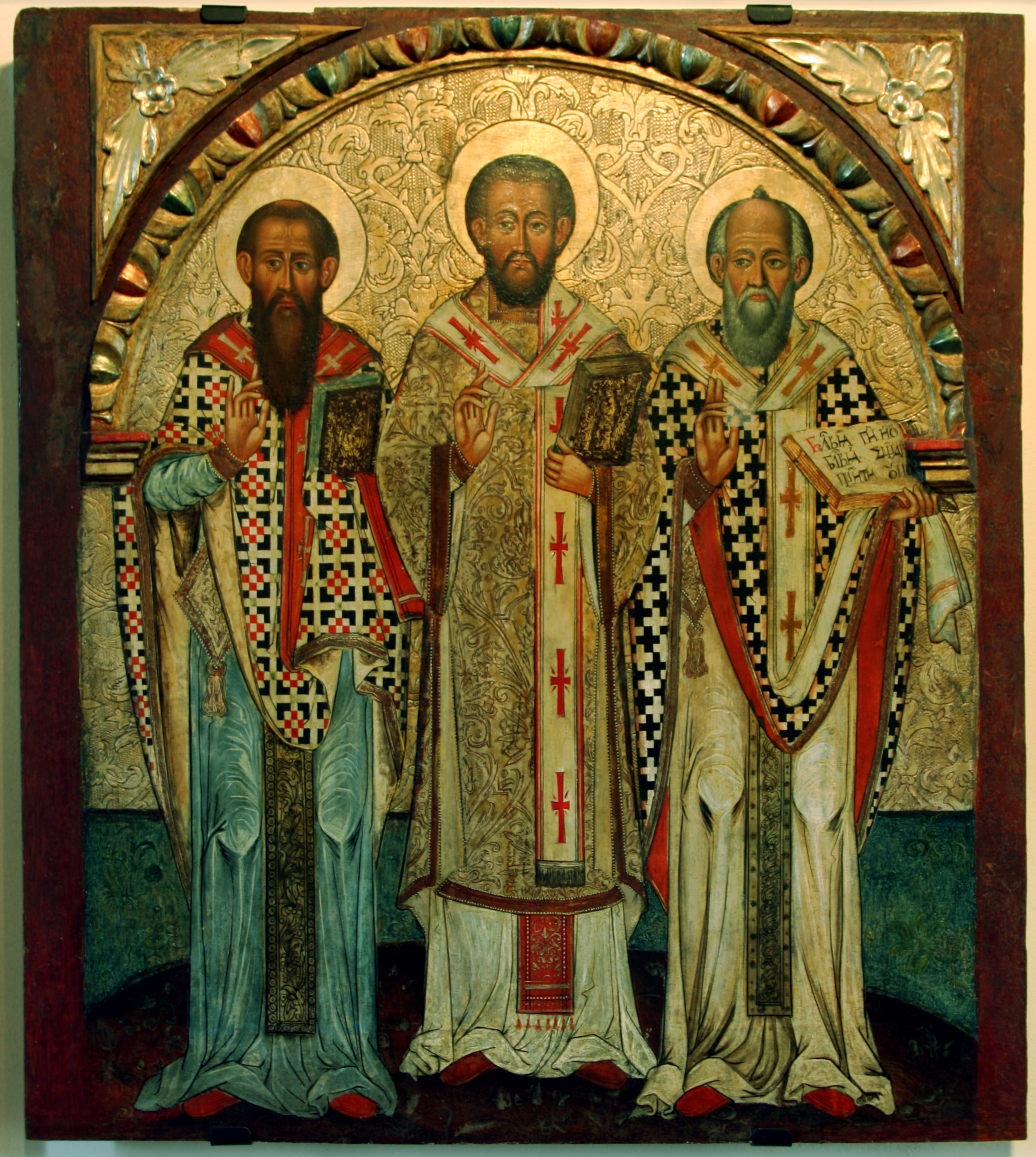
Отці Церкви, чиї праці стали частиною Святого Передання — Василій Великий, Григорій Богослов і Іван Золотоустий.

Святе Передання́ або Священне Передання́ (грец. Ιερά Παράδοση, лат. Traditio) — теологічний термін, який позначає одне з джерел віровчення, даного Ісусом Христом та Апостолами для християн. Це Боже вчення, істина, мудрість, яка, наскільки це можливо, зберігається і передається Церквою.
У православ'ї і католицизмі Святе Передання є основою віровчення і церковного права. Складовою частиною святого Передання є Святе Писання, а також твори святих, отців церкви і визнаних богословів. Важливими формами передачі святого Передання є музика, а також церковні гімни і піснеспіви, ікони, літургійна практика тощо.

## Поняття
Під Святим Переданням розуміються ті відомості і канонічні положення, які сповідуються спільнотою вірян (Церквою) і які передаються через усне і письмове слово, а також через особистий приклад і вчинки віруючими в Бога від покоління до покоління. До складу Святого Передання входять серед іншого Символ Віри, Святе Писання і Житія Святих (Патерики).
Про Святе Передання сказано вже святими апостолами: 
|  | …браття, стійте й тримайтеся передань, яких ви навчились чи то словом, чи нашим посланням. (2 Сол. 2:15) |

|  | Похваляю ж вас, браття, що ви все моє пам'ятаєте, і заховуєте так передання, як я вам передав. (1 Кор. 11:2) |

|  | Звіщаю ж вам, браття, Євангелію, яку я вам благовістив, і яку прийняли ви, в якій і стоїте, (1 Кор 15:1) |

Святитель Василій Великий (один з Трьох великих Святителів поряд з Григорієм Богословом та Іваном Золотоустим та Отців Церкви), обґрунтовуючи необхідність Святого Передання, пише: 
|                                          | З усіх догматів і традицій, що зберігає Церква, одні отримані з письмового джерела, а інші прийняті від переданого таємно Апостольського передання. Для благочестя ж ті і другі мають однакову силу, і цьому не буде протирічити ніхто, хто хоч трохи розуміється на церковних правилах. Позаяк якби ми наважились відкинути неписані звичаї, як буцімто такі, що не мають великого значення, то обов'язково зробимо шкоду Євангелію в найголовнішому, — більше того, залишимо від апостольської проповіді саму зовнішню оболонку. |
| — Правило 97, Про Святого Духа, розд. 27 | |

Святе Передання вважається давнішим, ніж Святе Письмо, адже до всесвітнього потопу і до Синаю Святого Писання не було. Все учення про Бога й діла Його передавалося усно від одного покоління до другого. Святе Передання не втратило свого значення й тоді, коли появилося Святе Письмо, бо у книгах Святого Письма записано не все. Євангелист Іван пише: 
|  | Багато й інших чудес створив Ісус перед учнями Своїми, про які не написано у книгах цих» (Ів. 20:30) |

## Інші релігійні тексти
Передання вважається святим тільки тоді, коли воно не суперечить Святому Письму й ученню Церкви. Крім того, вигадані перекази, навіть якщо вони побожного змісту, не можна вважати за Святе Передання. Також Церква не визнає і, тим більше не відносить до Святого Передання вигадані апокрифічні тексти.

## Ставлення різних конфесій
Святе Передання визнають практично всі церкви, які відносять себе до тих, які мають Апостольську спадкоємність, зокрема православна та католицька церкви.
Більшість протестантів відкидають ідеї Святого Передання і дотримуються принципу «тільки писання». Деякі з них визнають принцип Prima Scriptura, згідно з яким Святе Письмо є «першим» або «вище всіх» інших джерел божественного одкровення, проте не відкидаються й інші джерела Божого одкровення.